# Ryszard I Lwie Serce

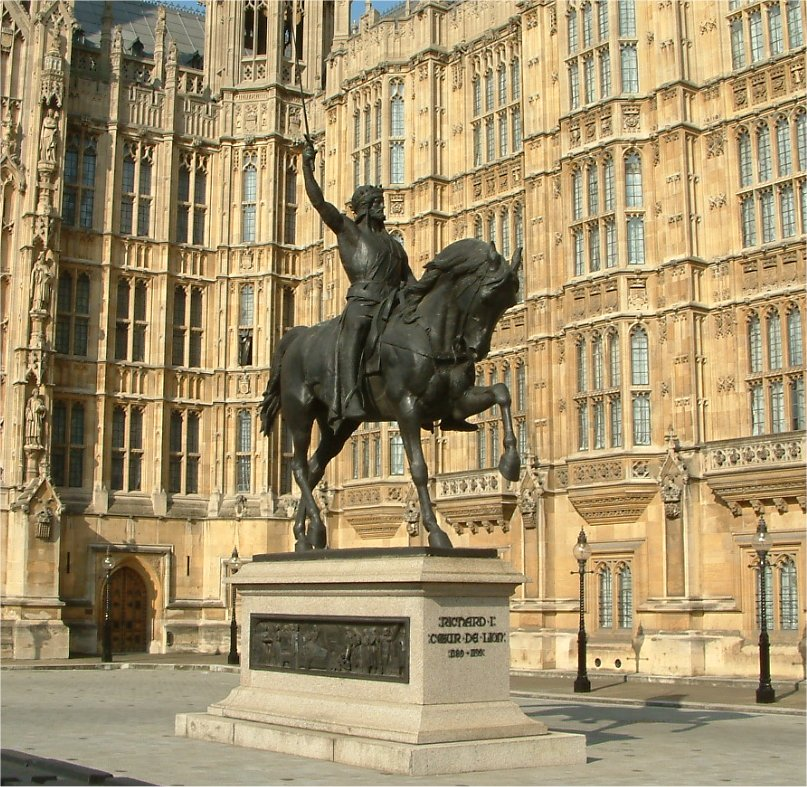
Pomnik Ryszarda Lwie Serce

Ryszard I Lwie Serce (ang. Richard the Lionheart, fr. Richard Cœur de Lion) (ur. 8 września 1157, zm. 6 kwietnia 1199) – król Anglii od 1189. Syn Henryka II Plantageneta i Eleonory Akwitańskiej. W latach 1190–1192 był jednym z dowódców trzeciej wyprawy krzyżowej. Uwięziony w Austrii w czasie drogi powrotnej, następnie przekazany cesarzowi Henrykowi VI. Został uwolniony w 1194 roku. Zginął, walcząc z francuskim królem Filipem II Augustem o angielskie posiadłości we Francji.
Władca niezwykle kontrowersyjny, który swe królestwo traktował jako źródło dochodów na pokrycie kosztów swych wojen, nigdy nie nauczył się języka angielskiego, a w kraju przebywał okazjonalnie. Legendę króla wspierał jego niezwykły przydomek, dzięki czemu historia jego panowania aż do XIX wieku przesłonięta była opowieściami z pogranicza baśni; wpleciono ją nawet w opowieści o Robinie z Locksley.

## Rodzina
| 4. Godfryd V Plantagenet |  |                          |  |  |                         |
|                          |  | 2. Henryk II Plantagenet |  |  |                         |
| 5. Matylda               |  |                          |  |  |                         |
|                          |  |                          |  |  | 1. Ryszard I Lwie Serce |
| 6. Wilhelm X Święty      |  |                          |  |  |                         |
|                          |  | 3. Eleonora Akwitańska   |  |  |                         |
| 7. Ænor de Châtelleraul  |  |                          |  |  |                         |
|                          |  |                          |  |  |                         |

Był czwartym dzieckiem, a zarazem trzecim synem Henryka II Plantageneta i jego żony Eleonory Akwitańskiej.
Przyrodni brat Marii z Szampanii i księżniczki Alicji – córek Eleonory z jej pierwszego małżeństwa z Ludwikiem VII, królem Francji. Młodszy brat Wilhelma, Henryka Młodego Króla i Matyldy, żony księcia saskiego Henryka Lwa; starszy brat Godfryda, Eleonory, Joanny i Jana bez Ziemi.

## Młodość
Ryszard urodził się w Beaumont Palace  w Oksfordzie, jednak zawsze uważał Francję za swój dom. Kiedy jego rodzice się poróżnili, pozostał pod opieką matki i od 1168 razem z nią był diukiem Akwitanii, a od 1172 również diukiem Poitiers. Ryszard został bardzo dobrze wykształcony; tworzył nawet poezję w języku francuskim oraz okcytańskim. Uchodził za przystojnego; miał blond włosy, niebieskie oczy, mierzył około 193 cm wzrostu. Był również sławny dzięki swoim rycerskim wyczynom, odwadze i zdolnościom dowódczym. Baronów na podległych sobie terytoriach trzymał twardą ręką. Często spierał się z ojcem i spory te niejednokrotnie przeradzały się w otwarte rebelie.
W młodości zaręczono go z Alicją, hrabiną Vexin, córką pierwszego męża jego matki. Zaręczyny unieważnił, gdy został królem, podając jako powód fakt, że narzeczona miała dziecko z jego ojcem. 12 maja 1191 r. w kaplicy św. Jerzego w Limassol na Cyprze, ożenił się z Berengarią (1165/1170 – 23 grudnia 1230), córką króla Nawarry Sancha VI Mądrego i Sanchy, córki Alfonsa VII Imperatora, króla Kastylii i Leónu. Najprawdopodobniej jednak małżeństwo to nie zostało nigdy skonsumowane.
Ryszard pozostawił po sobie przynajmniej jedno nieślubne dziecko, syna Filipa.

## Bunt przeciwko Henrykowi II

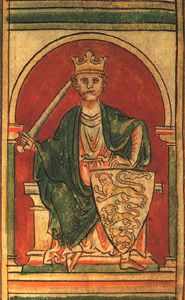
Ryszard Lwie Serce

W 1173 roku Ryszard dołączył do swoich braci – Henryka i Godfryda, diuka Bretanii, którzy wystąpili przeciw ojcu, ich zdaniem ograniczającemu przywileje synów. Planowali zdetronizowanie ojca i pozostawienie tronu Młodemu Królowi jako jedynemu królowi Anglii. Henryk II w odpowiedzi zaatakował Akwitanię. W wieku 17 lat Ryszard jako ostatni z braci poddał się ojcu. W 1174, po ostatecznym upadku buntu, Ryszard złożył nową przysięgę wierności swojemu ojcu, ale jego ambicje niejednokrotnie zderzały się z ambicjami ojca.
Jednym z powodów konfliktu była sprawa małżeństwa Ryszarda. Henryk i Eleonora chcieli go ożenić z przyrodnią siostrą króla Francji, Filipa II Augusta, Alicją. Ryszard, który był bliskim przyjacielem Filipa (aczkolwiek ten drugi traktował tę przyjaźń instrumentalnie i zapominał o niej, kiedy tylko mógł mieć z tego korzyści), odmówił. Wtedy Henryk II, który łakomym okiem patrzył na posag Alicji – hrabstwo Vexin, uczynił księżniczkę swoją metresą. To spowodowało, że planowane małżeństwo stało się już niemożliwe (było już takie w oczach Kościoła ze względu na bliskie pokrewieństwo Ryszarda i Alicji).
W 1179 r. Ryszard musiał stawić czoło rebelii baronów w Akwitanii, wywołanej jego srogimi rządami. Rebelianci poprosili o wsparcie braci Ryszarda, Henryka i Godfryda. Sytuacja Ryszarda była nie do pozazdroszczenia. Punkt zwrotny nastąpił wiosną 1179 r. w dolinie Charente. Znajdowała się tam twierdza Taillebourg, silnie ufortyfikowana, otoczona z trzech stron przepaścią, a od czwartej strony miastem i chroniona trzema pierścieniami murów. Wydawała się ona nie do zdobycia, jednak Ryszardowi udało się tego dokonać w 2 dni. Po przybyciu pod warownię książę rozkazał wojsku plądrować okolicę. Mieszkańcy, którzy schronili się w zamku, zobaczyli to i zaatakowali ludzi Ryszarda. Wówczas zaatakował książę i wjechał do miasta przez otwartą bramę. Oprócz sławy wodza zajęcie twierdzy osłabiło ducha oporu wśród akwitańskich feudałów, którzy poddali się Ryszardowi.
Od 1180 r. narastał konflikt Ryszarda z ojcem i rodzeństwem. Najpierw książę Akwitanii odmówił płacenia daniny Henrykowi, swemu bratu. Ojciec pozwolił więc swojemu najstarszemu synowi zaatakować Akwitanię. Do Henryka przyłączyła się większość baronów, ale Ryszard odparł atak. W 1183 r. Henryk zmarł, ale Henryk II dał pozwolenie na zaatakowanie Akwitanii swojemu najmłodszemu i ulubionemu synowi, Janowi. W 1187 r. Ryszard wszedł w porozumienie z Filipem Augustem i w listopadzie złożył mu hołd z Normandii i Andegawenii. Kronikarze podkreślali ich przyjaźń: jedli z jednej miski i spali tej samej nocy w jednym łożu oraz że była między nimi wielka miłość. W kronikach Ryszard jest oskarżany o uleganie „grzechowi Sodomy”, powszechnie identyfikowanemu z homoseksualizmem. Niektórzy twierdzą, że kochankiem Ryszarda był też jego szwagier Sancho VII Mocny, król Nawarry.
Niedługo po uroczystości hołdu na dwór Filipa Augusta dotarła wieść o klęsce armii Królestwa Jerozolimskiego na Rogach Hittinu i utracie Jerozolimy. Ryszard i wielu innych francuskich feudałów złożyli w Tours śluby krucjatowe.
W 1188 r. Henryk II postanowił nadać Akwitanię księciu Janowi. Ryszard nie mógł się na to zgodzić i dołączył do Filipa Augusta, który w 1189 r. zaatakował Normandię. Siły Henryka II zostały pokonane 4 lipca pod Ballans. Henryk uciekł z Le Mans do Chinon. Ścigał go Ryszard. Jeden z osłaniających ucieczkę króla rycerzy, William Marshal, zawrócił i zrzucił Ryszarda z konia, po czym odjechał nie chcąc dobijać księcia. Król dotarł do Chinon, gdzie zmarł 6 lipca. Roger z Hoveden twierdził, że kiedy Ryszard pojawił się przy zwłokach ojca, z nosa Henryka pociekła krew, co znaczyło, że Ryszard był odpowiedzialny za jego śmierć. 20 lipca Ryszard został oficjalnie księciem Normandii, a 3 września w opactwie westminsterskim został koronowany na króla Anglii.

## Król Anglii
Podczas koronacji Ryszard zakazał Żydom wstępu na uroczystości, ale kilku przedstawicieli tej społeczności przybyło złożyć królowi dary. Według Ralfa z Diceto, dworzanie Ryszarda pobili Żydów i wyrzucili ich z dworu. Kiedy wieść o tym dotarła do króla, kazał on zabić wszystkich Żydów w mieście. W Londynie rozpoczął się pogrom – Żydów bito na śmierć, rabowano i palono żywcem. Żydowskie domy zostały spalone, a ci, którzy przeżyli pogrom, zostali siłą ochrzczeni. Tymczasem Roger z Hoveden obarcza winą za zajścia fanatycznych mieszczan. Król miał ukarać prowodyrów zamieszek i pozwolić ochrzczonym Żydom wrócić do judaizmu. Arcybiskup Canterbury Baldwin z Exeter miał powiedzieć wówczas: Jeśli król nie jest człowiekiem Boga, prędzej będzie człowiekiem diabła, nawiązując do popularnego wówczas powiedzenia, przypisywanego zresztą samemu Ryszardowi, że ród Plantagenetów „wywodzi się od diabła i składa się z diabłów wcielonych”. Pogromy ludności żydowskiej nie ustały – w marcu 1190 doszło do pogromu w Yorku.
Tymczasem Ryszarda pochłaniały sprawy związane z wyprawą krzyżową. Wyprawić miał się wspólnie z Filipem Augustem. Ryszard rozpoczął tworzenie armii, na którą wydał większość pieniędzy zgromadzonych przez ojca. Podniósł też podatki i nawet zgodził się na to, aby król Szkocji Wilhelm I Lew zamienił zobowiązanie do militarnej pomocy Ryszardowi na zapłatę 10 000 marek w srebrze. To jednak wciąż było za mało. Ryszard uciekł się więc do sprzedaży urzędów i dóbr ziemskich, a nawet zmuszał urzędujących urzędników, aby płacili za swoje urzędy (lord kanclerz William Longchamp zapłacił 3000 marek).
Ryszard wyznaczył też swoich przedstawicieli w kraju, którzy mieli go zastępować podczas jego nieobecności. W księstwie Normandii zastępował go tamtejszy seneszal William Fitz Ralph. W Andegawenii dotychczasowy seneszal, Stefan z Tours, został uwięziony za malwersacje. Jego miejsce zajął Payn de Rocheford. W Poitou Ryszarda zastępował seneszal Peter Bertin. W Gujennie królewskim zastępcą został Helie de La Celle. W Anglii regentami zostali Hugo, biskup Durham i William de Mandeville, 3. hrabia Essex. Essex wkrótce zmarł i jego miejsce zajął lord kanclerz William Longchamp. Królewski brat Jan był z tych rozwiązań wielce niezadowolony i zaczął spiskować przeciwko Longchampowi.
Historycy od dawna zarzucali Ryszardowi nikłe zainteresowanie Anglią i skupianie się na sprawach francuskich. Król wykorzystywał Anglię głównie jako zaplecze dla krucjaty i późniejszych wojen na kontynencie. Ryszard nie lubił swojego królestwa. Mawiał, że jest tam „zimno i ciągle pada”. Pewnego razu stwierdził również, że sprzedałby Londyn, gdyby tylko znalazł się kupiec. Anglia była mu potrzebna tylko dlatego, że związany był z nią tytuł królewski, który pozwalał mu stawać na równi z innymi monarchami. Podobnie jak większość Plantagenetów przed XIV w. nie widział potrzeby, aby nauczyć się języka angielskiego.

## Wyprawa krzyżowa

### Droga do Ziemi Świętej
Ryszard i Filip wyruszyli latem 1190 r. z Vézelay. Ryszard bezskutecznie oczekiwał na angielską flotę w Marsylii, podczas gdy Filip przez Genuę dotarł do Messyny. Ryszard przybył na Sycylię dopiero we wrześniu. Tymczasem na wyspie po śmierci króla Wilhelma II koronę zagarnął jego kuzyn Tankred z Lecce i uwięził żonę Wilhelma, Joannę, siostrę Ryszarda. Ryszard zażądał od Tankreda uwolnienia siostry i oddania jej wdowiego apanażu. Tymczasem postępowanie wojsk Ryszarda wywołało rebelię w Messynie. Ryszard zaatakował miasto i zdobył je 4 października. Pozostał w nim, dopóki Tankred nie zgodził się na zawarcie traktatu. Nastąpiło to 4 marca 1191 r. Król Sycylii zobowiązywał się uwolnić Joannę i wydzielić jej wdowie uposażenie. Ze swej strony Ryszard i Filip uznali Tankreda za prawowitego króla Sycylii (był jeszcze jeden pretendent – Henryk VI Hohenstauf, król Niemiec i zięć Wilhelma II; nie zapomniał on Ryszardowi tego traktatu). Ryszard oficjalnie uznał swojego bratanka, Artura Bretońskiego za swojego następcę, czym zdenerwował Jana bez Ziemi.
Królowie wymienili podarunki (Ryszard podarował Tankredowi miecz, który uważano za legendarny Excalibur). Wkrótce po podpisaniu traktatu Ryszard i Filip zaokrętowali swoje wojska i wypłynęli do Ziemi Świętej. Podróż Filipa przebiegła bez przeszkód, ale Ryszarda powstrzymała burza i w kwietniu znalazł się na wyspie Rodos. Tymczasem skutek przyniosły działania matki Ryszarda, królowej-wdowy Eleonory, która chciała ożenić syna z córką króla Nawarry, Sancha VI, Berengarią. Sancho wysłał córkę (która prawdopodobnie widziała swojego przyszłego męża tylko raz w życiu) na spotkanie z królem Anglii. Ponownie na przeszkodzie stanęła burza i narzeczona Ryszarda znalazła się na Cyprze. Cypr w tym okresie oficjalnie był częścią Cesarstwa bizantyjskiego, jednak faktyczną władzę sprawował tam zarządca wyspy Izaak Komnen, któremu udało się uniezależnić od Konstantynopola i ogłosić się cesarzem wyspy. Komnen wziął do niewoli narzeczoną Ryszarda licząc na bogaty okup.
Ryszard wyruszył więc na Cypr i w maju 1191 r. znalazł się na wyspie. 6 maja flota wpłynęła do portu Limassol i zdobyła miasto. Komnen przybył zbyt późno, aby powstrzymać krzyżowców i wycofał się do Kolossi. Król Anglii próbował nawiązać rozmowy z Izaakiem, ale ten twardo domagał się opuszczenia wyspy przez Ryszarda. Musiało więc dojść do zbrojnego starcia. Armia Izaaka Komnena i armia Ryszarda (do której dołączyli cypryjscy katolicy i przeciwnicy Komnena) spotkały się pod Tremetuzją. Cypryjczycy walczyli dzielnie, ale liczniejsza i lepiej wyekwipowana armia krzyżowców ostatecznie odniosła zwycięstwo. Izaak wycofał się w góry Pentadaktylos, ale po upadku zamku Kantara poddał się Ryszardowi. Miał poprosić króla, aby ten nie zakuwał go w żelaza. Ryszard obiecał mu to, po czym kazał mu założyć srebrne łańcuchy. Młoda córka Komnena trafiła na dwór Berengarii z Nawarry, którą Ryszard poślubił 12 maja.
W następnych dniach Ryszard przemaszerował przez wyspę, niszcząc potencjalne źródła oporu. Na początku czerwca wraz z większością armii odpłynął do Ziemi Świętej. Cyprem w jego imieniu zarządzał Richard Carnville. Wyspa została w późniejszym czasie przekazana templariuszom, potem byłemu królowi Jerozolimy Gwidonowi z Lusignan.

### Oblężenie Akki
Po kilku dniach żeglugi, 8 czerwca 1191 r., flota Ryszarda dotarła do wojsk krzyżowych oblegających Akkę. Ryszard od razu został wciągnięty w spór o tron jerozolimski. Król poparł Gwidona z Lusignan, który był lennikiem Ryszarda jako hrabiego Poitiers. Gwidon był mężem Sybilli, która zmarła podczas zarazy rok wcześniej. Rywalem Gwidona był Konrad z Montferratu, drugi mąż przyrodniej siostry Sybilli, Izabeli, człowiek, który w 1187 r. obronił Tyr przed Saladynem. Miał poparcie swoich kuzynów, króla Filipa Augusta i księcia Austrii Leopolda V. Ryszard sprzymierzył się z Onufrym IV z Toronu, pierwszym mężem Izabeli, z którą ten musiał się w 1190 r. przymusowo rozwieść. Onufry znał biegle arabski i Ryszard korzystał z jego usług jako posła i tłumacza.
Tymczasem sytuacja wojsk krzyżowych nie przedstawiała się ciekawie. Oblężenie Akki rozpoczęło się w 1189 r., kiedy zwolniony z niewoli król Gwidon nie został wpuszczony do Tyru. Zebrał więc swoich zwolenników i obległ Akkę. W 1190 r. pod miasto podeszły oddziały Saladyna i otoczyły oblegających. Tym samym doszło do podwójnego oblężenia. Filip, który przybył pod Akkę 20 kwietnia, wykorzystał czas na budowanie machin oblężniczych. Po przybyciu Ryszarda miało dojść do spotkania monarchów z Saladynem, które nie odbyło się, gdyż obaj królowie ciężko zachorowali.

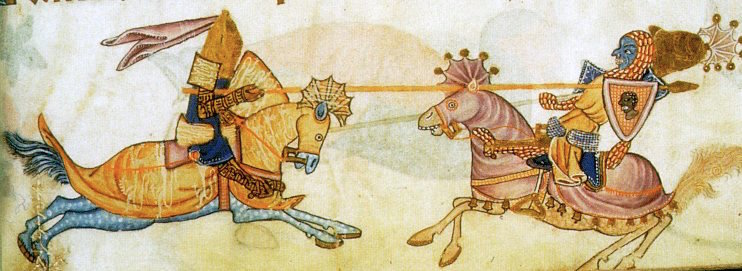
Pojedynek Ryszarda z Saladynem. Jest to jedynie symbol, gdyż obaj władcy nigdy się nie spotkali

Tymczasem machiny oblężnicze powodowały wyłomy w murach Akki, ale ilekroć krzyżowcy atakowali, na ich obóz uderzały wojska Saladyna. Krzyżowcy musieli więc bronić własnego obozu, a obrońcy mieli czas na zabezpieczenie wyłomów. 3 lipca dokonano sporego wyłomu, ale krzyżowcy nie zaatakowali. Obrońcy kilkakrotnie przedstawiali królom propozycje kapitulacji, ale były one odrzucane, gdyż Ryszardowi i Filipowi nie odpowiadały warunki. 11 lipca doszło do ataku na obóz krzyżowców – udało się go odeprzeć. Obrońcy Akki stracili nadzieje na pomoc i 12 lipca miasto poddało się, a garnizon poszedł do niewoli. Konrad z Montferratu zatknął na murach chorągwie Królestwa Jerozolimskiego, królów Francji i Anglii oraz księcia Austrii. Następnie na rozkaz Ryszarda Lwie Serce, ze względu na niedopełnianie warunków rozejmu przez Saladyna, który obiecał wcześniej zwrócić cenne dla chrześcijan relikwie oraz wypuścić setki chrześcijańskich jeńców, wymordowano 2500 jeńców wśród których oprócz żołnierzy były kobiety i dzieci.
Rychło doszło do konfliktu Leopolda z Ryszardem i Filipem. Książę, który dowodził krzyżowcami niemieckimi, żądał równego traktowania z królami, co ci uznali za przejaw arogancji. Ludzie Ryszarda zdjęli sztandar Leopolda z murów Akki i wrzucili go do fosy. Obrażony Leopold opuścił Outremer, ale nigdy nie zapomniał Ryszardowi tej zniewagi. 31 lipca odpłynął również Filip August, pod pretekstem złego stanu zdrowia. Pozostawił nieliczny kontyngent francuski pod wodzą Hugona III, księcia Burgundii. Obóz Ryszarda opuścił również Konrad, zawiedziony poparciem Ryszarda dla Gwidona z Lusignan. Ryszard został więc praktycznie sam, nie licząc stronników Lusignana, templariuszy, joannitów oraz oddziałów swojego siostrzeńca, Henryka II z Szampanii.

### Wojna z Saladynem

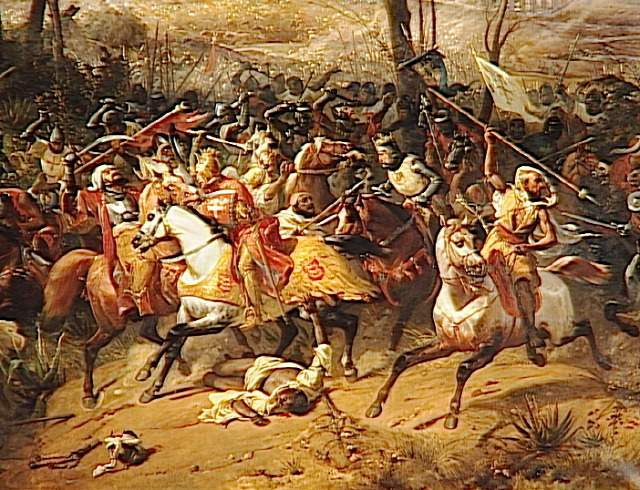
Bitwa pod Arsuf

W rękach Ryszarda znajdowało się 2700 muzułmańskich jeńców, którzy mieli być zakładnikami, dopóki Saladyn nie ustąpi z ziem w pobliżu Akki. 11 sierpnia Saladyn zaproponował wymianę, ale Ryszard nie przystał na to, gdyż Saladyn nie uwolnił chrześcijańskich baronów. 20 sierpnia Ryszard uznał, że Saladyn zbyt długo zwlekał z odejściem i kazał zabić wszystkich jeńców na przedpolach Akki. Oddziały muzułmańskie zaatakowały chcąc przerwać rzeź, ale zostały odparte. 22 sierpnia Ryszard z 40 000 żołnierzy ruszył na południe. Marsz był powolny, opóźniany przez ataki wojsk Saladyna, który chciał sprowokować chrześcijan do bitwy, ale Ryszard unikał starcia.
7 września Saladyn zdecydował się zaatakować chrześcijan pod Arsuf. Ryszard ustawił swą armię tyłem do morza. W pierwszej linii ustawił piechotę i łuczników, w drugiej kawalerię. Prawe skrzydło zajęli templariusze, lewe joannici. W środku stanęły oddziały angielskie, francuskie, flamandzkie i frankijskie. Przed południem do ataku poszły oddziały lekkiej piechoty muzułmańskiej, ale ich kolejne natarcia były odpierane przez frankijską piechotę. Następnie uderzyła turecka kawaleria, ale i jej nie udało się złamać szyku krzyżowców. Najsilniejszy atak poszedł na lewe skrzydło, ale szpitalnicy nie cofnęli się. W końcu jednak nie wytrzymali i bez porozumienia z królem ruszyli do kontrataku. W ślad za nimi poszła reszta wojska. Król Ryszard błyskawicznie uporządkował sytuację i poprowadził natarcie. Saraceni nie wytrzymali i rzucili się do ucieczki. Zginęło 7000 muzułmanów, w tym 32 emirów. Straty chrześcijan wyniosły 700 ludzi. Bitwa była ogromnym sukcesem moralnym, gdyż pokonano niezwyciężonego Saladyna. Jej znaczenie militarne było jednak niewielkie.
Armia krzyżowców wciąż posuwała się na południe. 10 września oddziały chrześcijan opanowały Jafę i rozpoczęły przygotowania do ataku na Jerozolimę. Równocześnie trwały negocjacje z Saladynem i targi o jerozolimską koronę. Rokowania z Saladynem osobno prowadzili Ryszard i Konrad. Wojska krzyżowe dwukrotnie podchodziły pod Jerozolimę, ale nie zaatakowano miasta, gdyż Frankowie przekonali Ryszarda, że nie zdołają go obronić po odejściu armii krzyżowej. Raz Ryszard znalazł się w miejscu, skąd mógł dostrzec mury Jerozolimy, ale zasłonił tarczą oczy, aby nie móc oglądać miasta, którego nie dane mu było odzyskać dla chrześcijaństwa.
Po fiasku ataków na Jerozolimę król starał się uzyskać od Saladyna możliwie najkorzystniejsze warunki pokoju. Zaoferował nawet rękę swojej siostry, Joanny, bratu Saladyna, Al-Adilowi, jednak propozycja ta nie miała szans na realizację. Negocjacje przeciągały się. Kwestią sporną była sprawa Askalonu, który został zdobyty i ufortyfikowany przez Ryszarda. Tymczasem udało się rozwiązać spór o tron jerozolimski. Gwidon zrezygnował ze swoich pretensji otrzymując koronę króla Cypru. Konrad niedługo cieszył się sukcesem. 28 kwietnia 1192 r. został zasztyletowany przez asasynów. Izabelę poślubił siostrzeniec Ryszarda, Henryk z Szampanii.
Działania wojenne wznowiono na wiosnę 1192 r. Ryszard zdobył Daron, dzięki czemu kontroli krzyżowców zostało poddane całe wybrzeże palestyńskie aż do Tyru. Wtedy Ryszard ponownie ruszył na Jerozolimę i ponownie zrezygnował z ataku na miasto. Ograniczył się do zaatakowania idącej z Egiptu karawany. 5 sierpnia 1192 r. Saladyn znienacka zaatakował Jafę, ale został odparty. Obie strony jednak dążyły do zawarcia pokoju. Saladyn był zmęczony 5-letnią wojną, a Ryszard chciał wrócić do kraju, gdzie spiskował przeciw niemu brat Jan, a Filip starał się odebrać mu jego francuskie posiadłości.
Tymczasem Ryszard ciężko zachorował. Saladyn posłał mu swoich lekarzy i brzoskwinie. Ryszard wyzdrowiał i negocjacje były kontynuowane. Wreszcie, 2 września 1192 r., Ryszard i Saladyn zawarli rozejm. Chrześcijanie odzyskiwali pas wybrzeża od Tyru do Jafy. Jerozolima pozostawała w rękach muzułmanów, ale mieli oni zagwarantować pielgrzymom dostęp do miejsc świętych. 9 października 1192 r. Ryszard opuścił Ziemię Świętą.

### Droga powrotna
Zła pogoda zmusiła Ryszarda do zatrzymania się na bizantyjskiej wyspie Korfu. Cesarz Izaak II Angelos miał za złe Ryszardowi, że ten zajął bizantyjski Cypr. Ryszard rychło opuścił więc Korfu w towarzystwie czterech rycerzy, w przebraniu templariusza. Podczas drogi powrotnej szczęście mu jednak nie sprzyjało i okręt Ryszarda rozbił się w pobliżu Akwilei. Króla czekała więc niebezpieczna droga przez środkową Europę. Ryszard udał się do swojego szwagra, księcia saskiego Henryka Lwa. Po drodze przechodził przez ziemie księcia austriackiego. W gospodzie niedaleko Wiednia został rozpoznany i aresztowany przez ludzi Leopolda V, który mścił się za zniewagę pod Akką oraz oskarżał Ryszarda o przyczynienie się do śmierci swojego kuzyna, Konrada z Montferratu. Ryszard i jego towarzysze podróżowali jako ubodzy pielgrzymi, ale zdradził ich bogaty pierścień na palcu króla oraz fakt, że zamówił on pieczonego kurczaka, przysmak arystokracji.
Książę Leopold przekazał więźnia cesarzowi Henrykowi VI, ten zaś zamknął go w zamku Dürnstein, gdzie Ryszard napisał poemat „Ja nus hons pris” w języku okcytańskim, w którym wyrażał swoje żale z powodu opuszczenia przez towarzyszy. Cesarz zażądał za Ryszarda okupu w wysokości 150 000 marek. Królowa Eleonora rozpoczęła zbieranie tej sumy. Posiadacze ziemscy byli zobowiązani zapłacić czwartą część wartości ich posiadłości, podatki zostały podwyższone, a skarby kościelne skonfiskowane. Henryk zapowiedział, że uwolni króla po przekazaniu mu 2/3 sumy okupu. Tymczasem Filip August i Jan bez Ziemi zaoferowali cesarzowi 80 tys. marek, jeśli przetrzyma on Ryszarda w więzieniu do 1194 r. Henryk odrzucił tę propozycję. Pieniądze zostały przekazane cesarzowi przez jego ambasadorów i Ryszard odzyskał wolność. Filip August napisał wówczas do Jana: Strzeż się. Diabeł jest na wolności.

## Wojna z Filipem Augustem
Podczas nieobecności Ryszarda, jego brat Jan był bliski objęcia tronu. Ryszard wybaczył mu jednak ciągłe spiskowanie i, dla zachowania spokoju, wyznaczył go na swojego następcę w miejsce Artura z Bretanii. Z całą siłą rozpoczął się konflikt Ryszarda z Filipem. Kiedy król Francji zaatakował fortecę Ryszarda Château Gaillard, ogłosił, że „nawet jeśli jej mury będą z żelaza, on i tak ją zdobędzie”. Ryszard odpowiedział, że „nawet jeśli jej mury będą z masła, on i tak ją obroni”.
Zdeterminowany by obronić przed Filipem andegaweńskie posiadłości na kontynencie, Ryszard sprzymierzył się ze swoim teściem, królem Sanchem VI z Nawarry, hrabią Flandrii Baldwinem IX oraz hrabią Boulogne Renaldem, którzy najechali ziemie króla Francji. Pozycja Ryszarda uległa wzmocnieniu, kiedy jego siostrzeniec, książę Otton Welf, został w 1198 r. wybrany królem niemieckim. Dzięki tym sojuszom i własnym talentom dowódczym, Ryszard odniósł nad Filipem szereg zwycięstw. Niedługo po wyjściu z niewoli, w 1194 r., pokonał Filipa pod Freteval i zdobył jego archiwum finansowe. W 1198 r. wygrał bitwę pod Gisors. Ruszając do ataku wypowiedział słowa „Bóg i moje prawo” (franc. Dieu et mon Droit, ang. God and my Right), które po dziś dzień jest mottem Królestwa Anglii.
W marcu 1199 r. wieśniacy z Limousin odkryli niedaleko Châlus prawdopodobnie pochodzący z czasów rzymskich skarb. Według prawa przypadał on władcy tej ziemi, czyli wicehrabiemu Aimarowi V. Dowiedział się o tym jednak król Ryszard, który bardzo potrzebował pieniędzy. Król ogłosił, że wicehrabia powinien mu oddać część skarbu. Zebrał najemników i ruszył na ziemie wicehrabiego. Ten konsekwentnie odmawiał podzielenia się odkryciem, więc Ryszard zniszczył ziemie wicehrabiego ogniem i mieczem i obległ zamek Châlus-Chabrol.

## Śmierć i sukcesja

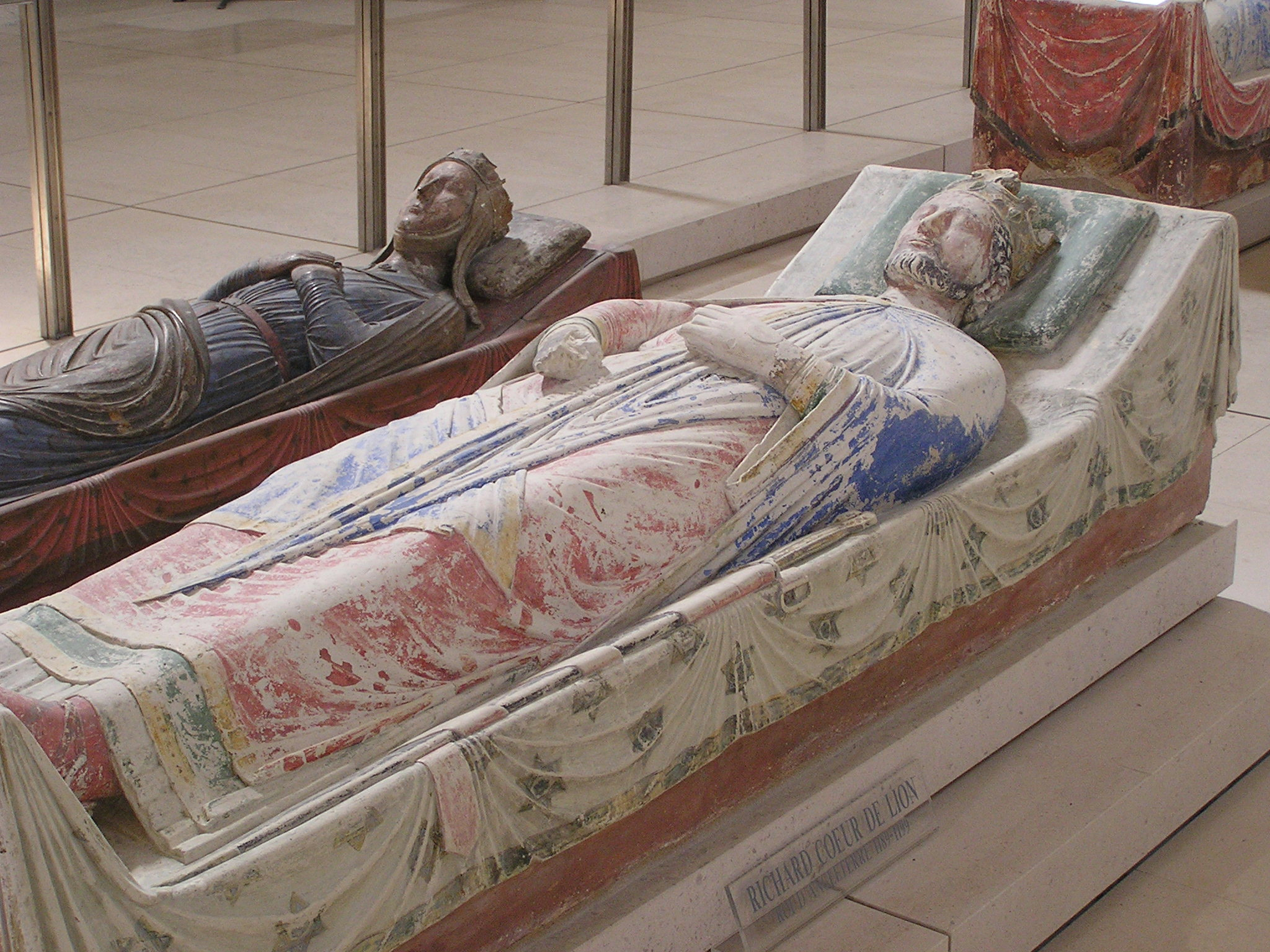
Grobowiec Ryszarda w opactwie Fontevraud w Akwitanii

26 marca 1199 r. Ryszard został trafiony w ramię bełtem wystrzelonym przez jednego z obrońców zamku. Król próbował wyciągnąć bełt w swoim namiocie, lecz bezskutecznie. Wezwany chirurg (zwany przez Hovedena „rzeźnikiem”) usunął grot. Rana pozostała jednak nieodkażona i przez nią wdała się gangrena. Umierający król rozkazał przyprowadzić przed swoje oblicze kusznika, który oddał feralny strzał. Człowiek ten, nazywany przez kronikarzy Peterem Basilim, Johnem Sabrozem, Dudo lub Bertranem de Gurdun, był jeszcze chłopcem. Zapytany przez króla, dlaczego strzelił do niego, chłopak miał odpowiedzieć, że był to akt zemsty za śmierć jego ojca i braci. Ryszard wybaczył mu, uwolnił i obdarował 100 szylingami. Istnieje wiele wariantów tej historii, ale żaden nie kwestionuje tego, że król uniewinnił chłopca.
Niedługo później wyruszyli gońcy z ostatnią wolą króla. Ryszard swoje ziemie oddawał młodszemu bratu, Janowi, a majątek siostrzeńcowi, Ottonowi.
Ryszard zmarł we wtorek, 6 kwietnia, leżąc w ramionach swojej matki. Kronikarz napisał, że król zmarł śmiercią lwa zabitego przez mrówkę. Kiedy król umarł, kapitan najemników imieniem Mercadier aresztował niefortunnego łucznika i powiesił go na drzewie. Wnętrzności i mózg Ryszarda zostały pochowane w katedrze w Charroux w Akwitanii, jego serce spoczywa w katedrze w Rouen, zaś ciało pochowano obok grobu jego ojca w opactwie Fontevraud.
Śmierć Ryszarda oznaczała początek końca imperium andegaweńskiego. Pod nieudolnymi rządami jego brata odpadały kolejne prowincje, które włączał do swojego państwa Filip August.
Opinie o życiu i panowaniu Ryszarda nie są jednoznaczne. Dawna historiografia chwaliła jego rycerskie czyny, nowsza gani go za zaniedbywanie spraw wewnętrznych Anglii. Był, jak napisał Steven Runciman, złym synem, złym mężem i złym królem, ale dzielnym i znakomitym żołnierzem.

## Ryszard w kulturze

### Średniowiecze
W latach 60. XIII w. popularna była historia o minstrelu Ryszarda, Blondelu, który poszukując uwięzionego króla chodził od zamku do zamku śpiewając pieśń znaną tylko im obydwu. Pewnego dnia dotarł do zamku, gdzie uwięziony był Ryszard, który odpowiedział na śpiew trubadura. Ta historia stała się kanwą opery André Ernesta Modeste’a Grétry’ego, Richard Coeur-de-Lion z 1784 r.
W świecie arabskim wierzono, że Ryszard stał się po śmierci złym duchem. Pochodząca z połowy XIII w. Starofrancuska kontynuacja Wilhelma z Tyru twierdzi, że arabskie matki, chcąc zdyscyplinować niegrzeczne dzieci, mówią im: Przyjdzie po ciebie król Ryszard.

### Późniejsza literatura
Na stałe w literaturze Ryszard zagościł w epoce romantyzmu. Był bohaterem poematu epickiego Eleanor Anne Porden Coeur de Lion. Występował również w dwóch powieściach sir Waltera Scotta – Ivanhoe i Talizmanie. Jest również bohaterem sztuki Jamesa Goldmana Lew w zimie, gdzie jest przedstawiony jako homoseksualista. Pojawia się w książkach Grahama Shelby’ego Królowie próżnych zamierzeń i Diabeł jest na wolności. Występuje w powieści Norah Loft The Lute-Player oraz Eleanor Hibbert Serce lwa. W powieści szwedzkiego pisarza Jana Guillou jest ukazany jako bezlitosny zabójca muzułmanów. W powieściach dla dzieci jest z reguły przedstawiany jako bohater, np. w Królu-krzyżowcu Ronalda Welcha.

### Film
Postać Ryszarda pojawiała się w następujących filmach:
- Krzyżowcy w reżyserii Cecila DeMille’a z 1935; w postać Ryszarda wcielił się Henry Wilcoxon;
- Ivanhoe w reżyserii Richarda Thorpe’a z 1952; w postać Ryszarda wcielił się Norman Wooland;
- Ryszard Lwie Serce i krzyżowcy w reżyserii Davida Butlera z 1954; w postać Ryszarda wcielił się George Sanders;
- Saladyn w reżyserii Youssefa Chahine’a z 1963; w postać Ryszarda wcielił się Hamdi Geiss;
- Lew w zimie w reżyserii Anthony’ego Harveya z 1968; w postać Ryszarda wcielił się Anthony Hopkins;
- Ivanhoe z 1982; w postać Ryszarda wcielił się Julian Glover;
- Robin Hood: Książę złodziei w reżyserii Kevina Reynoldsa z 1991; w postać Ryszarda wcielił się Sean Connery;
- Lew w zimie w reżyserii Andrieja Konczałowskiego z 2003; w postać Ryszarda wcielił się Andrew Howard;
- Królestwo niebieskie w reżyserii Ridleya Scotta z 2005; w postać Ryszarda wcielił się Iain Glen;
- Robin Hood w reżyserii Ridleya Scotta z 2010; w postać Ryszarda wcielił się Danny Huston.

### Telewizja
- Ryszard Lwie Serce – serial telewizyjny z 1962, w postać Ryszarda wcielił się Dermot Walsh.
- Ivanhoe i Talizman – adaptacje książek oraz filmy o Robin Hoodzie (patrz niżej).
- Doctor Who – serial, odcinek „Krucjata” z 1965, w postać Ryszarda wcielił się Julian Glover.
- Robin z Sherwood – odcinek serialu „Robin z Sherwood” pt. „Błazen królewski”, w postać Ryszarda wcielił się John Rhys-Davies.

### Opowieści o Robinie Hoodzie
Początkowo jedynym królem, który występował w opowieściach o Robinie Hoodzie był „król Edward”. Osobę Ryszarda powiązano z tą legendą dopiero w 1521 r. w Historia majoris Britannae, tam Angliae quam Scotiae. Legendę tę upowszechnił Walter Scott w Ivanhoe.
Filmy o Robinie Hoodzie, w których pojawiała się postać Ryszarda:
- Robin Hood z 1922 w postać Ryszarda wcielił się Wallace Beery;
- Przygody Robin Hooda w reżyserii Michaela Curtiza i Williama Keighleya z 1938; w postać Ryszarda wcielił się Ian Hunter;
- Powrót Robin Hooda w reżyserii Richarda Lestera z 1976; w postać Ryszarda wcielił się Richard Harris;
- Robin z Sherwood z 1984–1986 w reżyserii Sida Robersona i Gerry’ego Milla; w postać Ryszarda wcielił się John Rhys-Davies;
- Robin Hood: Książę złodziei w reżyserii Kevina Reynoldsa z 1991; w postać Ryszarda wcielił się Sean Connery;
- Robin Hood: Faceci w rajtuzach komedia w reżyserii Mela Brooksa z 1993; w postać Ryszarda wcielił się Patrick Stewart;
- Robin Hood w reżyserii Ridleya Scotta z 2010; w postać Ryszarda wcielił się Danny Huston.

Gry komputerowe:
- Age of Empires II: The Age of Kings;
- Assassin’s Creed;
- Civilization II – jako cud Krucjata Króla Ryszarda;
- Lionheart: Legacy of the Crusader – w końcowych częściach gry można napotkać posąg Ryszarda Lwie Serce;
- Twierdza: Krzyżowiec, Twierdza: Warchest, Twierdza: Krzyżowiec Extreme, Twierdza: Krzyżowiec 2;
- Robin Hood: Legenda Sherwood;
- Medieval II Total War: Crusaders.